# Dravida Nadu

Die „dravidischen“ Bundesstaaten Indiens

Dravida Nadu (Tamil: திராவிட நாடு Tirāviṭa Nāṭu „dravidisches Land“), Dravidasthan oder Dravidistan (vgl. -stan) ist die Bezeichnung für einen von Anhängern der Dravidischen Bewegung geforderten Staat, der das Siedlungsgebiet der „Draviden“ Südindiens umfassen sollte. Die Dravidische Bewegung war Anfang des 20. Jahrhunderts in den tamilischen Gebieten Indiens entstanden und postulierte eine eigenständige Identität der „Draviden“ im Gegensatz zu den „Ariern“ Nordindiens. Aus dem Befund einer ethnischen, kulturellen und historischen Eigenständigkeit der Draviden wurde schließlich die Idee eines eigenständigen Dravidenstaates abgeleitet.
Erstmals geäußert wurde die Forderung nach einem unabhängigen Dravida Nadu 1938 von E. V. Ramasami (Periyar), dem Vordenker der Dravidischen Bewegung. Auch die Partei Dravida Munnetra Kazhagam (DMK), die sich 1949 unter C. N. Annadurai von E. V. Ramasamis Dravidar Kazhagam (DK) abspaltete und zu einer wichtigen politischen Kraft im Bundesstaat Madras wurde, übernahm die Sezessionsforderung. Die Begeisterung für ein selbstständiges Dravida Nadu blieb auf die tamilischen Gebiete Indiens beschränkt, weshalb die Forderung in den 1950er Jahren auf einen unabhängigen Tamilenstaat eingegrenzt wurde. Die Sezessionsbestrebungen nahmen aber nie konkrete Formen an. Als klar wurde, dass Dravida Nadu politisch nicht durchsetzbar war, gab die DMK 1962/63 die Forderung nach Eigenstaatlichkeit schließlich auf und konzentrierte sich auf die Forderung nach größerer Autonomie der Bundesstaaten.

## Vorgeschichte
Die Begriffe „arisch“ und „dravidisch“ waren von der westlichen Wissenschaft geprägt worden, nachdem im späten 18. bzw. frühen 19. Jahrhundert die Existenz der indogermanischen und der dravidischen Sprachfamilie entdeckt worden war. Zur ersten gehören die meisten Sprachen Europas ebenso wie die Nordindiens, zur letzten Tamil und die übrigen Sprachen Südindiens. Aus diesen Erkenntnissen der vergleichenden Sprachwissenschaft wurde geschlossen, indogermanische Stämme, die sich als „Arier“ bezeichneten, seien von außen nach Indien eingewandert und hätten die einheimischen „Draviden“ unterjocht. Rassisch umgedeutet führten diese Theoriebildungen in Europa letztlich zur Arier-Ideologie der Nationalsozialisten.
In Südindien übernahm dagegen die Dravidische Bewegung eine „dravidische“ Identität. Die „dravidische“ Kultur wurde gegenüber der „arischen“ als eigenständig, die „Draviden“ mit Verweis auf die arische Einwanderungstheorie als Urbevölkerung Indiens und die „Arier“ als von außen gekommene Fremdlinge angesehen. In den Telugu-, Kannada- und Malayalam-sprachigen Gebieten, wo ebenfalls dravidische Sprachen gesprochen werden, fand die Draviden-Ideologie kaum Anklang, sodass die Dravidische Bewegung sich im Wesentlichen auf die tamilischsprachigen Gebiete beschränkte.

## Entwicklung der Sezessionsforderung

### E. V. Ramasami und die DK

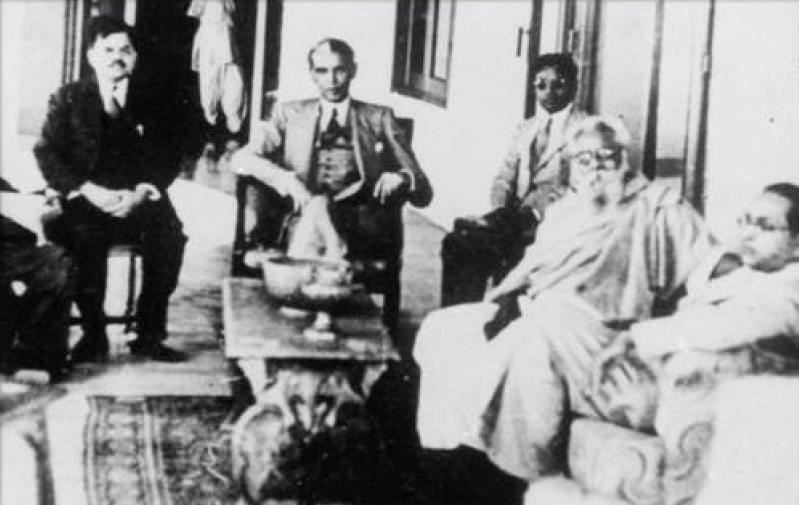
E. V. Ramasami mit Muhammad Ali Jinnah und B. R. Ambedkar

E. V. Ramasami (Periyar), der wichtigste Vordenker der Dravidischen Bewegung, formulierte erstmals 1938 im Zusammenhang mit den Protesten, die auf die geplante Einführung des Hindi als Pflichtfach an den Schulen im Bundesstaat Madras folgten, die Forderung nach einem unabhängigen Dravidenstaat. Ramasamis Selbstachtungsbewegung sowie die ebenfalls von ihm geführte Justice Party übernahmen die Unabhängigkeitsforderung. Auch die Organisation Dravidar Kazhagam (DK), die 1944 unter der Führung Ramasamis durch die Fusion der Selbstachtungsbewegung mit der Justice Party entstand, schrieb sich die Sezession Dravida Nadus als einer ihrer wichtigsten politischen Ziele auf die Fahnen.
E. V. Ramasamis Unabhängigkeitsforderung war eng mit seiner radikalen Ablehnung des Kastenwesens und dem von ihm postulierten Gegensatz zwischen „Ariern“ und „Draviden“ verknüpft. Das Kastensystem stellte für ihn ein Instrument dar, das die Kaste der Brahmanen (aus seiner Sicht Mitglieder der „arischen“ Völker) ersonnen hatte, um die „Draviden“ zu unterdrücken. Dabei würden sie von den „Ariern“ im politisch dominanten Nordindien unterstützt. Nur in einem souveränen Staat könnten die „Draviden“ das Kastensystem zerschlagen und in Freiheit leben.
Die britische Oberherrschaft focht E. V. Ramasami, der der indischen Unabhängigkeitsbewegung gegenüber kritisch eingestellt war, anfangs nicht an, sondern verlangte nur, der Staat solle separat von Britisch-Indien direkt dem britischen Secretary of State unterstellt sein (in ähnlicher Weise hatte sich Burma 1937 aus Britisch-Indien gelöst). Erst ab 1944, als sich gegen Ende des Weltkrieges die Unabhängigkeit Britisch-Indiens abzuzeichnen begann, begann Ramasami, ein gänzlich souveränes Dravida Nadu zu fordern. 1939 traf Ramasami sich mit dem britischen Politiker Stafford Cripps, ansonsten ignorierte die Kolonialmacht die Dravida-Nadu-Agitationen aber weitgehend. Gleichzeitig unterstützte E. V. Ramasami die Bestrebungen der Muslimliga, die 1940 in der Lahore-Resolution die Gründung Pakistans als Staat für die indischen Muslime forderte. Im Gegenzug erhoffte Ramasami sich die Unterstützung der Muslime für die dravidische Sezession. Muhammad Ali Jinnah, der Führer der Muslimliga, den Ramasami 1943 traf, zeigte aber kein Interesse daran, die Dravida-Nadu-Forderung zu unterstützen.

### C. N. Annadurai und die DMK

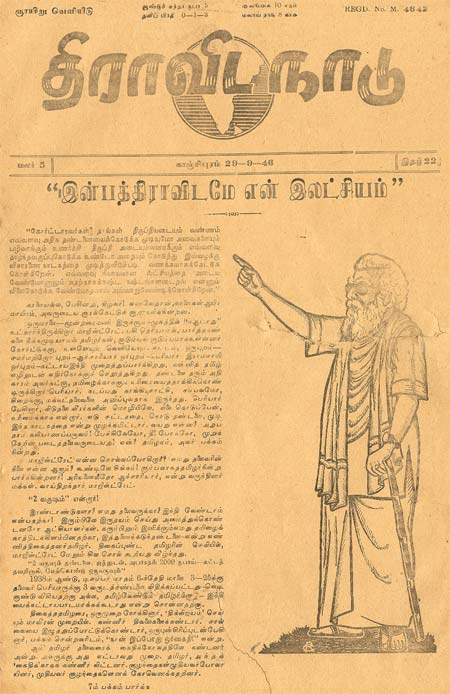
Titelblatt von Annadurais Dravida Nadu von 1946

C. N. Annadurai, der in der DK zum zweiten Mann hinter E. V. Ramasami aufgestiegen war, war anfangs ebenfalls ein glühender Unterstützer der Sezessionsforderung. 1942 gründete er eine Wochenzeitschrift mit dem programmatischen Titel Dravida Nadu. 1949 spaltete sich nach internen Querelen zwischen Annadurai und Ramasami unter der Führung Annadurais die Partei Dravida Munnetra Kazhagam (DMK) von der DK ab. Die DMK sollte 1957 erstmals ins Parlament des Bundesstaates Madras (heute Tamil Nadu) einziehen und 1967 schließlich die Macht im Bundesstaat übernehmen.
Die DMK übernahm von der DK die Forderung nach der Unabhängigkeit Dravida Nadus als zentrales politisches Postulat. Im Gegensatz zu Ramasami argumentierte Annadurai aber weniger mit Kaste und Rasse, sondern mit wirtschaftlichen und kulturellen Argumenten: Er beklagte, der Norden beute den Süden aus und behindere dessen wirtschaftliche Entwicklung. Zudem betonte er die kulturelle und historische Eigenständigkeit Südindiens und versuchte, die Sezessionsforderung durch einen Rückgriff auf die mittelalterlichen tamilischen Königreiche der Chola, Chera und Pandya zu legitimieren.

## Von Dravida Nadu zu Tamil Nadu

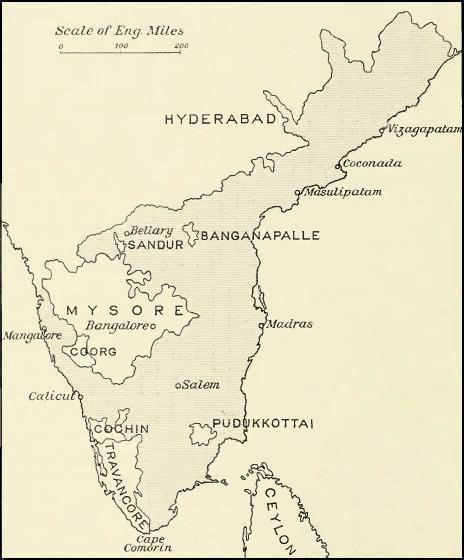
Der Staat Madras vor seiner Teilung

Das geplante Dravida Nadu sollte aus Sicht seiner Fürsprecher nach der Parole „Dravida Nadu den Draviden“ ursprünglich alle „dravidischen“ Gebiete Südindiens umfassen. Die Begriffe „Dravide“ und „Tamile“ wurden dabei oft austauschbar verwendet. Es wurde vorausgesetzt, die Tamilen seien das dravidische „Urvolk“ und würden daher im neuen Staat die Führungsrolle innehaben. Naheliegenderweise lehnten die Sprecher der anderen dravidischen Sprachen Telugu, Kannada und Malayalam den Führungsanspruch der Tamilen ab, sodass die Forderung nach Dravida Nadu bei ihnen fast keinerlei Anklang fand. Vor allem die Telugus pochten auf ihre Eigenständigkeit und forderten einen eigenen Bundesstaat (ohne aber jemals Sezessionsforderungen zu entwickeln). 1953 setzten sie durch, dass der telugusprachige Nordteil aus dem Bundesstaat Madras gelöst und der Bundesstaat Andhra gegründet wurde.
In dem Maße, in dem klar wurde, dass Dravida Nadu in den anderen dravidischsprachigen Gebieten nicht durchsetzbar sein würde, wandten sich die Fürsprecher der Sezession der Vision eines unabhängigen tamilischen Staates Tamil Nadu zu. E. V. Ramasami hatte die Abspaltung Andhras 1953 noch entschieden abgelehnt, da dies aus seiner Sicht die Einheit der Draviden untergrub, vollzog aber schon bald eine Kehrtwende: 1955 protestierte er heftig gegen Pläne der indischen Zentralregierung, einen Bundesstaat Dakshina Pradesh zu gründen, der ganz Südindien umfassen sollte. Diesmal argumentierte er ausdrücklich, die Telugu-, Kannada- und Malayalam-Sprecher seien keine wahren Draviden und würden in einem gemeinsamen Bundesstaat die Tamilen nur unterdrücken. C. N. Annadurai äußerte sich besonnener und warnte davor, sich die anderen Draviden durch die Betonung des tamilischen Führungsanspruches zu Feinden zu machen. 1953 gratulierte er den Telugus sogar zur Gründung Andhras, doch stellte dies für ihn nur den „Anfang auf dem Weg der dravidischen Befreiung“ dar. Annadurai sprach sich dafür aus, die südlichen Staaten sollten sich getrennt entwickeln, erst dann könnten sie sich eventuell zu einer Föderation zusammenschließen.
Eindeutiger als die DK und DMK sprach sich die 1958 von dem Verleger S. B. Adithan gegründete Partei We Tamils (Nam Tamilar) für einen explizit tamilischen Staat aus. Adithan forderte ein unabhängiges Tamil Nadu, das auch die tamilischen Gebiete Sri Lankas umfassen sollte. Die We-Tamils-Partei erreichte aber keine größere Bedeutung und ging 1967 in der DMK auf. Obwohl sie nie eine nennenswerte politische Rolle spielte, diente die Partei We Tamils für singhalesische Nationalisten in Sri Lanka als Beleg für die existenzielle Gefahr, die von den geeinten Tamilen für den Staat Sri Lanka ausgehe.
1956 wurden die Bundesstaaten Indiens durch den States Reorganisation Act entlang der Sprachgrenzen neu gegliedert. Die Telugu-, Malayalam- und Kannada-Sprecher bekamen mit Andhra Pradesh, Kerala und Mysore (heute Karnataka) einen jeweils eigenen Bundesstaat, während der Bundesstaat Madras (heute Tamil Nadu) nun auf die tamilischen Gebiete beschränkt war. Auch wenn auf rhetorischer Ebene noch an Dravida Nadu festgehalten wurde, war spätestens mit der Neuordnung der Bundesstaaten die Idee eines übergreifenden dravidischen Staates Geschichte. An die Stelle der Forderung nach dravidischer Einheit traten nun Querelen über die Grenzziehung zwischen den Bundesstaaten, bei denen auch E. V. Ramasami und C. N. Annadurai sich vehement dafür aussprachen, umstrittene Gebiete wie die Stadt Madras (Chennai), Tirupati oder Kanyakumari in den Bundesstaat Madras einzugliedern. Gleichzeitig entstand eine Kampagne zur Umbenennung des Bundesstaates Madras, der jetzt nur noch von Tamilen bewohnt war, in Tamil Nadu.

## Aufgabe der Sezessionsforderungen
Die DMK nahm 1957 im neu zugeschnittenen Bundesstaat Madras erstmals an Wahlen teil und entwickelte sich bald zu einer wichtigen Oppositionskraft des Bundesstaates. Dabei hielt sie weiterhin an der Unabhängigkeitsforderung fest. 1961 verließ der DMK-Politiker E. V. K. Sampath unter dem Vorwurf, C. N. Annadurai sei in seiner Forderung nach der Unabhängigkeit Dravida Nadus unaufrichtig und habe Dravida Nadu in Wirklichkeit längst aufgegeben, die Partei und gründete die kurzlebige Tamil National Party, die für ein unabhängiges Tamil Nadu eintrat. Annadurai wies zu diesem Zeitpunkt Sampaths Vorwürfe noch entschieden zurück, und bekräftige sein Festhalten an Dravida Nadu.
Noch im Mai 1962 bekräftige C. N. Annadurai nach seiner Wahl in die Rajya Sabha (das Oberhaus des gesamtindischen Parlaments) in seiner vielbeachteten Antrittsrede die Forderung nach einem unabhängigen Dravida Nadu und beklagte, die Zentralregierung vernachlässige die wirtschaftliche Entwicklung des Südens. Schon wenig später rückte die DMK aber von der Sezessionsforderung ab. Als im Oktober 1962 der Indisch-Chinesische Krieg ausbrach, stellte sich Annadurai mit dem Argument, er wolle Dravida Nadu vom Premierminister Nehru, nicht von den Chinesen erhalten, hinter die Zentralregierung. Endgültig gab die DMK die Forderung nach einem unabhängigen Dravida Nadu im Jahr 1963 auf. Damit umging die DMK die drohende Gefahr, wegen ihrer Sezessionsbestrebungen von der indischen Zentralregierung verboten zu werden und machte damit ihren Weg zur Regierungsmacht frei. 1967 gewann die DMK die Wahlen im Bundesstaat Madras und wechselt sich bis heute mit der AIADMK, die 1972 als Abspaltung aus ihr entstand, im Bundesstaat an der Macht ab.
Nach der Aufgabe der Sezessionsforderung konzentrierte sich die DMK auf die Forderung nach politischer und kultureller Autonomie der Bundesstaaten innerhalb Indiens. Dies zeigte sich bei den heftigen Protesten, die 1965 ausbrachen, als die indische Zentralregierung versuchte, Hindi zur alleinigen Amtssprache Indiens zu machen. Nach ihrem Wahlsieg veranlasste die DMK-Regierung 1969 die Umbenennung des Staates Madras in Tamil Nadu. An die Stelle der Sezessionsfrage trat nun die Beschwörung der Größe der tamilischen Kultur und Sprache. Symptomatisch für die Abkehr von Dravida Nadu war die Umbenennung der Zeitschrift Dravida Nadu in Kanchi (nach Annadurais Geburtsort Kanchipuram) im Jahr 1963.
E. V. Ramasami hielt dagegen bis zu seinem Tod 1973 an der Sezessionsforderung fest. Auch danach hat die DK die Forderung offiziell nicht zurückgenommen. Im politischen Diskurs Tamil Nadus spielt die Dravida-Nadu-Frage heute aber kaum mehr eine Rolle.